# Пахомов Віталій Володимирович
Віта́лій Володи́мирович Пахо́мов — підполковник Збройних сил України.
Станом на березень 2017 року — старший офіцер оперативного відділу штабу, в/ч А0105 (229-та військова база).

## Нагороди
За особисту мужність, сумлінне та бездоганне служіння Українському народові, зразкове виконання військового обов'язку відзначений — нагороджений
- орденом Богдана Хмельницького III ступеня (4.12.2015).

26 березня 2022 року за особисту мужність і самовіддані дії, виявлені у захисті державного суверенітету та територіальної цілісності України, вірність військовій присязі нагороджений орденом Богдана Хмельницького II ступеня.